# Paxton, Illinois
Paxton är administrativ huvudort i Ford County i den amerikanska delstaten Illinois. Paxton och Gibson City tävlade om ställningen som countyts huvudort och tvisten avgjordes till Paxtons fördel.